# 米歇尔·邦苏桑
米歇尔·邦苏桑（法語：Michel Bensoussan，1954年1月5日—），法国男子足球运动员，司职守门员。他曾代表法国国家队参加1984年夏季奥林匹克运动会足球比赛，获得一枚金牌。